# Iandumoema
Genre
Iandumoema est un genre d'opilions laniatores de la famille des Gonyleptidae.

## Distribution
Les espèces de ce genre sont endémiques du Minas Gerais au Brésil. Elles se rencontrent dans des grottes.

## Liste des espèces
Selon World Catalogue of Opiliones (03/09/2021) :
- Iandumoema cuca de Ázara, Hara & Ferreira, 2020
- Iandumoema gollum de Ázara, Hara & Ferreira, 2020
- Iandumoema setimapocu Hara & Pinto-da-Rocha, 2008
- Iandumoema smeagol Pinto-da-Rocha, da Fonseca-Ferreira & Bichuette, 2015
- Iandumoema stygia de Ázara, Hara & Ferreira, 2020
- Iandumoema uai Pinto-da-Rocha, 1997

## Publication originale
- Pinto-da-Rocha, 1997 : « Iandumoema uai, a new genus and species of troglobitic harvestman from Brazil (Arachnida, Opiliones, Gonyleptidae). » Revista Brasileira de Zoologia, vol. 13, no 4, p. 843–848.